# OpenInkpot
OpenInkpot — проект, целью которого является создание свободного и открытого дистрибутива Linux для устройств с экраном e-ink. Поддерживаемые устройства: Hanlin V3 и V3ext (эти устройства выпускаются под другими брендами: lBook, DigiBook, Walkbook, BEBOOK, Papyre).

## Поддерживаемые форматы файлов

### Книги
Основные форматы (Поддержка этих форматов контролируются разработчиками, и найденные ошибки исправляются как можно скорее).
- ePub
- FB2
- HTML, XHTML
- Plain text
- RTF
- PDF
- DjVu

Второстепенные форматы (Следующие форматы файлов поддерживаются, хотя возможны ошибки при их обработке, которые не считаются очень важным).
- TCR
- Plucker
- Open E-Book (OEB)
- OpenReader
- ztxt
- Palmdoc
- Mobipocket
- CHM

### Изображения
- png
- jpeg
- gif
- xpm

### Музыка
В данный момент музыкальный плеер доступен только для N516).
- mp3
- ogg

### Аппаратная совместимость
- Hanlin V3
- Hanlin V3ext (512mb)